# Pomnik Stanisława Mikołajczyka w Poznaniu

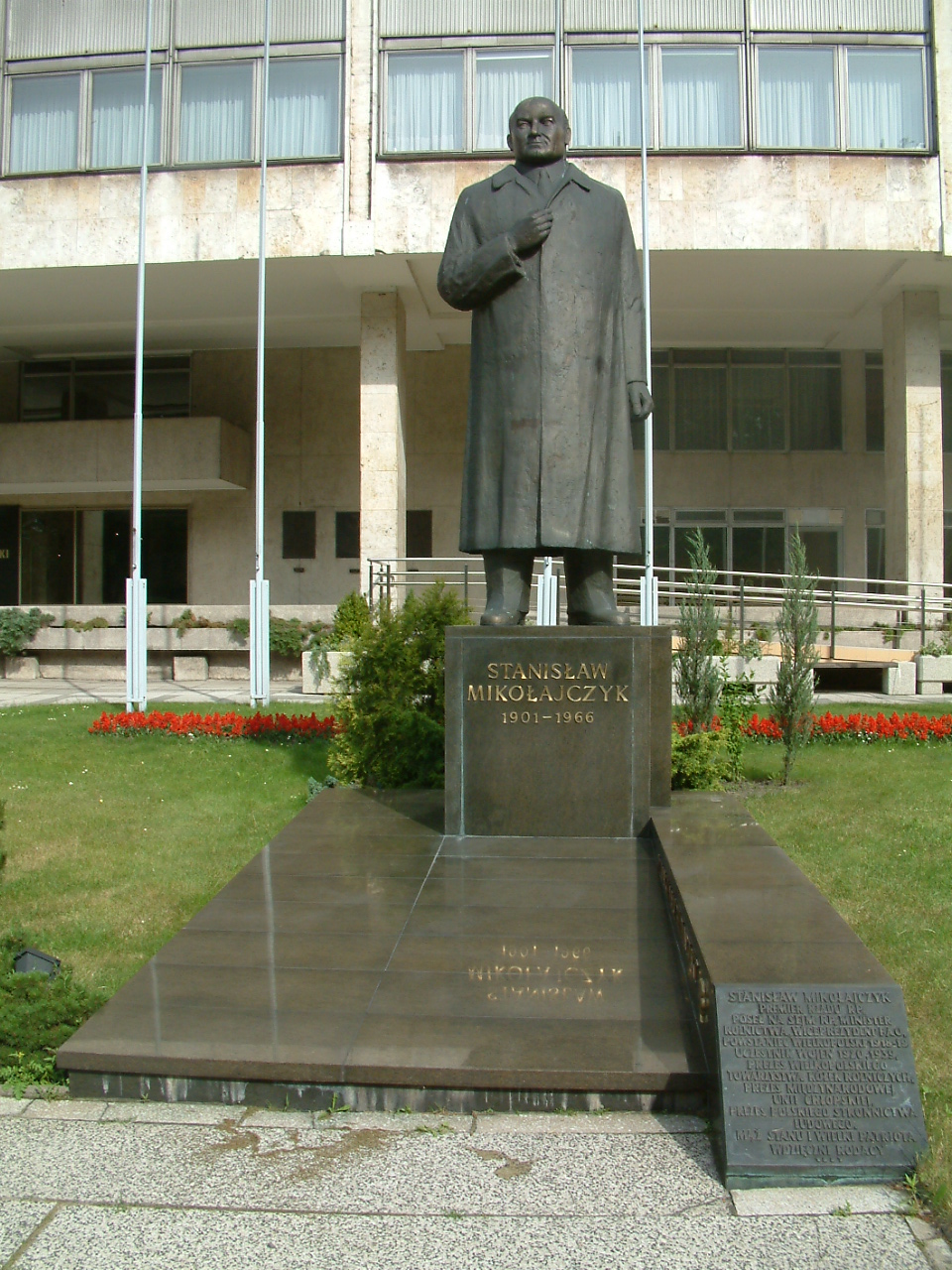
Pomnik przed remontem Urzędu Wojewódzkiego

Pomnik Stanisława Mikołajczyka w Poznaniu – pomnik przedstawiający stojącą postać Stanisława Mikołajczyka, zlokalizowany przed Wielkopolskim Urzędem Wojewódzkim w centrum Poznania przy al. Niepodległości 16.

## Geneza
Starania o posadowienie monumentu w Poznaniu rozpoczęło Towarzystwo im. Stanisława Mikołajczyka w 1994. Proponowano na ten cel następujące miejsca: park J.H.Dąbrowskiego, park Marcinkowskiego, pl. Andersa oraz ul. Karmelicką (skwer). W 1995 podjęto uchwałę o obecnej lokalizacji. Postawienie pomnika poprzedzały liczne dyskusje o jego formie. Zdaniem Komisji Artystycznej Urzędu Miasta winien w tej sprawie zostać rozpisany konkurs, celem uniknięcia sztampowości ujęcia tematu. Jednak członkowie Towarzystwa nalegali na tradycyjną formę rzeźby i ostatecznie przyjęto w pośpiechu zastosowane rozwiązanie, bowiem zbliżała się 95. rocznica urodzin i 30. rocznica śmierci premiera.

## Opis
Rzeźba jest autorstwa Jerzego Sobocińskiego, a całość koncepcji stworzył architekt Józef Iwiański. Rzeźba wykonana jest z brązu i stoi na granitowym cokole. Stanisław Mikołajczyk stoi w lekkim rozkroku, ubrany w długi płaszcz emigranta (zwany też płaszczem-losem). Według Joanny Figuły-Czech (patrz źródło) pomnik jest melanżem rzeźby dziewiętnastowiecznej i pozy doby komunizmu. Postać robi wrażenie nadętej, schematycznie opracowanej, a jej usytuowanie nie jest optymalne, szczególnie z punktu widzenia osób wychodzących z Urzędu Wojewódzkiego.